# ティトゥス・ポンポニウス・アッティクス
ティトゥス・ポンポニウス・アッティクス（ラテン語: Titus Pomponius Atticus, 紀元前110年 - 紀元前32年）は、共和政ローマ期の知識人。マルクス・トゥッリウス・キケロとは親友であり、アッティクスあての多くの書簡が存在する（『アッティクス宛書簡集』）。

## 生涯
由緒ある家柄のエクィテス（騎士階級）の家系に生まれる。当時のローマでも屈指の知識人の1人であったが、エピクロス哲学を信奉して、公職に就くことはなかった。だが、紀元前85年のルキウス・コルネリウス・キンナの反乱において中立的態度を取ったことが非難を招き、それに嫌気をさしたアッティクスはローマを離れてアテナイに移住、以後の生活の拠点とした。
マルクス・キケロとは幼馴染であり、その弟クィントゥスに自分の妹ポンポニアを娶わせるほどの仲であった。また、アテナイを訪れたルキウス・コルネリウス・スッラとも親交を結んでいる。さらに紀元前58年に母方の叔父の遺言によって膨大な遺産の相続人に指定されたこともあって、莫大な資産家となった。
その後、彼はかつての古代ギリシア文明の中心地でありながら衰微したアテナイの再興のために、私財を提供する一方で自ら出版業を始めた。当時の出版業は社会的身分は高くなく、アッティクスのような上流階層の家柄の人間が行う仕事ではなかった。だが、彼は利益の追求よりも一介の文人として出版を通じてアテナイの文芸を再興し、さらにその影響を受け続けてきた祖国・ローマの文芸の振興に繋げようという目的をもって行ってきたと考えられている。
ローマがガイウス・ユリウス・カエサルらとキケロやグナエウス・ポンペイウスらが争った内戦でもアッティクスは政治的中立を維持し、両派からとも親交を失うことはなかった。カエサル暗殺後には実力者となっていたマルクス・アントニウスとの親交を維持する一方で暗殺犯のマルクス・ユニウス・ブルトゥスの母セルウィリアを保護する等各勢力とのパイプ保ち、親友キケロがアントニウスに殺害されながらも混乱を乗り切っている。また、前37年頃に自身の娘ポンポニアをアントニウスと並ぶ実力者であったオクタウィアヌスの右腕マルクス・ウィプサニウス・アグリッパに嫁がせている。
キケロの書簡には自分の著作の校訂・出版に関するアッティクスとのやりとりの存在やアッティクスの下に多くの写本係や校訂係が居た事などが記されており、当時の出版の状況を断片的ながら明らかにしている。
一方でカエサル暗殺前後の共和派との繋がりを隠蔽するため、キケロの書簡から自身に都合の悪い箇所を削除した可能性も指摘されている。